# Al-Ittihad Aleksandria
Al-Ittihad Aleksandria (egipski arabski ‏نادي الاتحاد السكندري‎) – egipski klub piłkarski, grający obecnie w pierwszej lidze, mający siedzibę w mieście Aleksandria, leżącym nad Morzem Śródziemnym.

## Historia
Klub został założony w 1914 roku w Aleksandrii i jest jednym z najstarszych klubów w Egipcie. Sześciokrotnie zdobywał Puchar Egiptu w latach 1926, 1936, 1948, 1963, 1973 i 1976. Jest czwartym klubem w Egipcie pod względem ilości fanów, po Al-Ahly Kair, Zamalek SC i Ismaily SC.

## Sukcesy
- Puchar Egiptu: 6
  - 1926, 1936, 1948, 1963, 1973, 1976
- Puchar Sułtana Husseina: 3
1935
- Liga Aleksandria: 27
1926–1953

## Skład na sezon 2011/12

### Bramkarze
- Essam El-Hadary
- Ahmed Hamdi
- Osama Negm
- Al Hani Soliman

### Obrońcy
- Ahmed Abdul Wahed
- Mahmoud Al Ashri
- Ahmed Assem
- Ahmed Attwa
- Al Sayed Farid
- Mostafa Mosheer
- Emad Osman
- Mustafa Salah
- Ahmed Zakaria

### Pomocnicy
- Yaceen Abdul Aal
- Francis Akwaffo-Boateng
- Ahmed Al-Kalaawy
- Ahmed Al-Mehrath
- Ibrahim Al-Shayeb
- Karim Fathallah
- Mahmoud Fathi
- Ahmed Fekri
- Samuel Kyere
- Mahmoud Ramadan
- Ahmed Sabri
- Mahmoud Samir
- Salah Shileta

### Napastnicy
- Abdullah Abdul Azim
- Mustafa Karim
- Mohamed Al Morsi
- Mohamed Fawzi
- Ahmed Galal
- Afrotto
- Mohamed Metwali
- Rami Rabie
- Mohamed Talaat